# Antonio Marino
Antonio Marino (Mazara del Vallo, 9 agosto 1988) è un calciatore italiano, difensore della Nissa.

## Carriera
Cresciuto nelle giovanili dell'Udinese, è stato ceduto in prestito dapprima alla Juve Stabia, successivamente all'Ascoli, con la cui maglia ha preso parte a due campionati di Serie B collezionando 46 presenze.
Nel 2011 si è trasferito alla Reggina, inizialmente a titolo di compartecipazione con la società friulana; nell'estate 2012 il suo cartellino è stato interamente rilevato dalla società calabrese. In ottobre rescinde il contratto.
Nel gennaio del 2013 passa al Verese in Serie B. Il 19 luglio passa al Cittadella, sempre nella serie cadetta. Il 21 luglio 2014 passa all'Unione Venezia in Lega Pro.
Il 20 gennaio 2015 si trasferisce al Pavia. Il 22 luglio 2016 rimane svincolato in seguito al fallimento della squadra lombarda.
Il 4 agosto 2016 viene tesserato dal Modena, con cui decide di vestire la maglia numero 3. Il 9 ottobre si infortuna gravemente al legamento crociato anteriore del ginocchio sinistro, riportandone la rottura e dovendo subire uno stop forzato oltre sei mesi. Ritorna in campo il 30 aprile 2017, in occasione della partita vinta per 2-0 contro il Mantova, che ha sancito la matematica salvezza per i canarini con un turno di anticipo.
Il 4 luglio 2017 si trasferisce al Lecce, in Serie C, con cui ottiene la promozione in Serie B nel 2017-2018. Nel luglio 2019 si trasferisce al Unione Venezia con cui firma un contratto biennale, facendo ritorno nella società lagunare dopo quattro anni. Il 31 luglio, durante l'amichevole estiva contro il Cjarlins Muzane, si fa male nuovamente ma questa volta al legamento crociato posteriore del ginocchio destro, con interessamento del comparto meniscale ed una infrazione del piatto tibiale, riportandone la rottura e costringendolo ad uno stop forzato di almeno sei mesi.
Terminato il suo contratto con i veneti si accasa alla Carrarese; in seguito gioca in Serie C anche con Latina e Messina.

## Statistiche

### Presenze e reti nei club
Statistiche aggiornate al 17 maggio 2025.
| Stagione         | Squadra          | Campionato       | Campionato | Campionato | Coppe nazionali | Coppe nazionali | Coppe nazionali | Coppe continentali | Coppe continentali | Coppe continentali | Altre coppe | Altre coppe | Altre coppe | Totale | Totale |
| Stagione         | Squadra          | Comp             | Pres       | Reti       | Comp            | Pres            | Reti            | Comp               | Pres               | Reti               | Comp        | Pres        | Reti        | Pres   | Reti   |
| ---------------- | ---------------- | ---------------- | ---------- | ---------- | --------------- | --------------- | --------------- | ------------------ | ------------------ | ------------------ | ----------- | ----------- | ----------- | ------ | ------ |
| 2007-2008        | Udinese          | A                | 0          | 0          | CI              | 0               | 0               | -                  | -                  | -                  | -           | -           | -           | 0      | 0      |
| 2008-2009        | Juve Stabia      | PD               | 15+2       | 3+0        | CI-LP           | 0               | 0               | -                  | -                  | -                  | -           | -           | -           | 17     | 3      |
| 2009-2010        | Ascoli           | B                | 14         | 0          | CI              | 0               | 0               | -                  | -                  | -                  | -           | -           | -           | 14     | 0      |
| 2010-2011        | Ascoli           | B                | 32         | 1          | CI              | 1               | 0               | -                  | -                  | -                  | -           | -           | -           | 33     | 1      |
| Totale Ascoli    | Totale Ascoli    | Totale Ascoli    | 46         | 1          |                 | 1               | 0               |                    | -                  | -                  |             | -           | -           | 47     | 1      |
| 2011-2012        | Reggina          | B                | 25         | 0          | CI              | 2               | 0               | -                  | -                  | -                  | -           | -           | -           | 27     | 0      |
| giu.-ott. 2012   | Reggina          | B                | 0          | 0          | CI              | 0               | 0               | -                  | -                  | -                  | -           | -           | -           | 0      | 0      |
| Totale Reggina   | Totale Reggina   | Totale Reggina   | 25         | 0          |                 | 2               | 0               |                    | -                  | -                  |             | -           | -           | 27     | 0      |
| gen.-giu. 2013   | Varese           | B                | 2          | 0          | CI              | 0               | 0               | -                  | -                  | -                  | -           | -           | -           | 2      | 0      |
| 2013-2014        | Cittadella       | B                | 15         | 0          | CI              | 2               | 0               | -                  | -                  | -                  | -           | -           | -           | 17     | 0      |
| 2014-gen. 2015   | Unione Venezia   | LP               | 19         | 3          | CI              | 2               | 0               | -                  | -                  | -                  | -           | -           | -           | 21     | 3      |
| gen.-giu. 2015   | Pavia            | LP               | 10+1       | 0          | CI+CI-LP        | 0               | 0               | -                  | -                  | -                  | -           | -           | -           | 11     | 0      |
| 2015-2016        | Pavia            | LP               | 14         | 2          | CI+CI-LP        | 4+1             | 0               | -                  | -                  | -                  | -           | -           | -           | 19     | 3      |
| Totale Pavia     | Totale Pavia     | Totale Pavia     | 24+1       | 2          |                 | 5               | 0               |                    | -                  | -                  |             | -           | -           | 30     | 2      |
| 2016-2017        | Modena           | LP               | 8          | 0          | CI+CI-LP        | 0               | 0               | -                  | -                  | -                  | -           | -           | -           | 8      | 0      |
| 2017-2018        | Lecce            | C                | 25         | 1          | CI+CI-C         | 3+1             | 0               | -                  | -                  | -                  | SC          | 2           | 0           | 31     | 1      |
| 2018-2019        | Lecce            | B                | 15         | 0          | CI              | 2               | 0               | -                  | -                  | -                  | -           | -           | -           | 17     | 0      |
| Totale Lecce     | Totale Lecce     | Totale Lecce     | 40         | 1          |                 | 6               | 0               |                    | -                  | -                  |             | 2           | 0           | 48     | 1      |
| 2019-2020        | Venezia          | B                | 8          | 0          | CI              | 0               | 0               | -                  | -                  | -                  | -           | -           | -           | 8      | 0      |
| 2020-2021        | Venezia          | B                | 2          | 0          | CI              | 2               | 0               |                    |                    |                    |             |             |             | 4      | 0      |
| Totale Venezia   | Totale Venezia   | Totale Venezia   | 29         | 3          |                 | 4               | 0               |                    | -                  | -                  |             | -           | -           | 33     | 3      |
| 2021-2022        | Carrarese        | C                | 31+1       | 0          | CI-C            | 1               | 0               | -                  | -                  | -                  | -           | -           | -           | 33     | 0      |
| 2022-2023        | Carrarese        | C                | 26+1       | 0          | CI-C            | 1               | 0               | -                  | -                  | -                  | -           | -           | -           | 28     | 0      |
| Totale Carrarese | Totale Carrarese | Totale Carrarese | 57+2       | 0          |                 | 2               | 0               |                    | -                  | -                  |             | -           | -           | 61     | 0      |
| 2023-2024        | Latina           | C                | 23+1       | 1          | CI-C            | 2               | 1               | -                  | -                  | -                  | -           | -           | -           | 26     | 2      |
| 2024-2025        | Messina          | C                | 20         | 0          | CI              | 1               | 0               | -                  | -                  | -                  | -           | -           | -           | 21     | 0      |
| Totale carriera  | Totale carriera  | Totale carriera  | 310        | 11         |                 | 23              | 1               |                    | -                  | -                  |             | 2           | 0           | 335    | 12     |

## Palmarès

### Club

#### Competizioni nazionali
- Serie C: 1

Lecce: 2017-2018 (girone C)